# Chlorophorus anticemaculata
Chlorophorus anticemaculata là một loài bọ cánh cứng trong họ Cerambycidae.